# 앤드루 존슨과 노예 제도

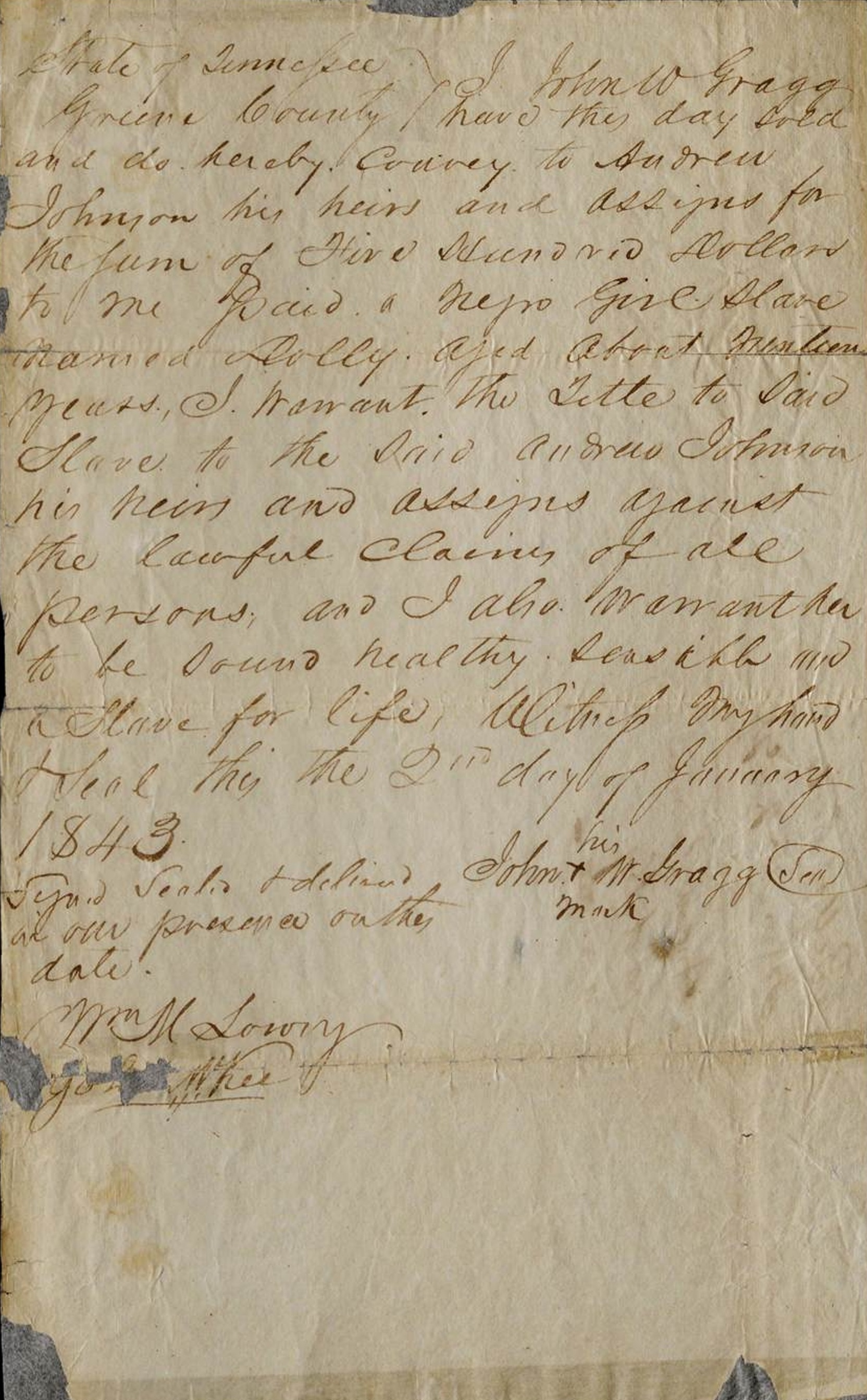
앤드루 존슨이 돌리 존슨을 구매한 매매 증서

에이브러햄 링컨 암살 사건 이후 제17대 미국 대통령이 된 앤드루 존슨은 노예를 개인적으로 소유했던 마지막 미국 대통령 중 한 명이었다. 존슨은 또한 미국 정부 행정부 수장으로서 재건 시대의 첫 몇 년을 감독했다. 이러한 직무상 의무는 존슨의 오랜 개인적인 반감과 충돌했다. "존슨의 태도는 일관성을 보였다. 그는 평생 동안 잭슨 민주주의에 대한 깊은 신념과 함께 흑인, 분리주의자, 부유층에 대한 편견을 가지고 있었다." 남부 연합주의와 에이브러햄 링컨에 대한 존슨의 입장은 그의 발언, "흑인들을 저주하라. 나는 이 배신적인 귀족들, 그들의 주인들과 싸우고 있다!"로 요약된다.
재건 시대 역사가인 마니샤 신하에 따르면, 존슨은 오늘날 노예 제도의 폐지 이후 미국에 인종 간 민주주의를 확립하려는 재건 계획에 대한 "강경한 반대"를 통해 백인 우월주의를 자신의 대통령직의 지배적인 원칙으로 삼은 것으로 기억된다. 그는 자신의 말처럼, 나라의 '아프리카화'를 막고 싶어했다. 이전에는 남부 노예 소유주들이 노예 제도를 옹호하기 위해 사용했던 엄격한 구성주의, 주권, 그리고 큰 정부에 대한 반대라는 명목 아래, 존슨은 옛 아메리카 연합국에서 통과된 흑인 법전과 인종적 테러로부터 전 노예들을 보호하기 위한 모든 연방 법안에 거부권을 행사했다. 이는 아프리카계 미국인들을 반노예 상태로 전락시켰다. 존슨은 남부 백인들이 흑인 해방과 시민권으로 인해 피해를 입었다는 인종차별적 신화를 퍼뜨렸고, 이는 전후 남부의 잃어버린 대의 지지자들 사이에서 신념의 조항이 되었다."
1935년, W. E. B. DuBois는 그의 저서인 미국 흑인 재건에 "하층 백인의 화체"라는 에세이를 포함시켰다. 이 주제는 존슨의 대통령 재건이었는데, 이에 대해 듀보이스는 다음과 같이 썼다. "앤드루 존슨은 상상 가능한 어떤 민주주의에도 흑인들을 포함시킬 수 없었다. 그는 노력했지만, 하층 백인으로서 자신의 사회 계급의 한계, 편견, 야망에 사로잡혀 그러지 못했다. 이것이 그의 경력의 핵심이다... 흑인들의 미래에 대해 그는 아무것도 가지고 있지 않았다... 그들에게 자유가 주어진다면 그들이 계속 존재할 것이고 사라지지 않을 것이라는 희미한 가능성을 제외하고는."

## 노예 개인 소유
앤드루 존슨은 일반적으로 8명에서 10명 사이의 노예를 소유했다고 말했지만, 정확한 숫자는 "놀라울 정도로 확인하기 어렵다." 존슨에게 노예로 잡혀 있던 8명의 사람들은 아래에 나열되어 있다. 리즈, 플로렌스, 윌리엄 존슨은 노예로 태어났다. 존슨에게 노예로 잡혀 있던 추가 인물로는 샘 존슨의 아내 마가렛과 그들의 첫 세 자녀인 도라, 로버트, 해티가 있을 수 있지만, 존슨의 노예 소유 기록이 부족하기 때문에 법적 관점에서 이들을 포함하는 것은 전적으로 추측에 불과하다. 다른 가능한 후보로는 플로렌스와 윌리엄 앤드루 사이에 태어났지만 어릴 때 사망했을 수도 있는 이름 없는 아이, 그리고 헨리 브라운의 아내가 될 수도 있다.
프레더릭 더글러스와 다른 아프리카계 미국인 지도자들과 흑인 남성 참정권의 전망에 대해 만났을 때, 앤드루 존슨은 흑인 역량 강화에 대한 반론으로 피해자 행세를 했다. 그는 방문객들에게 말했다. "실제로, 제가 노예들과 관련하여 저의 노예가 아니라 그들의 노예였다고 말할 수 있습니다. 어떤 이들은 저를 따라 여기까지 왔고, 다른 이들은 저의 동의 하에 저의 재산을 점유하고 즐기고 있습니다." 마찬가지로, 1869년 3월, 백악관 임기가 끝난 직후, 신시내티의 한 신문 기자는 전 대통령을 그린빌에 있는 그의 집에서 찾아 인터뷰를 진행했다. 노예 제도에 대해 질문을 받았을 때, 존슨의 답변은 그에게 전형적인 '나', '나의', '나' 진술로 가득했다. "평생 노예를 두세 명밖에 사지 않았고, 한 명도 팔지 않았다. 사실 [웃음] 나는 내가 소유했던 어떤 노예보다도 더 노예였다. 노예 제도는 우리 사이에 존재했고, 내가 산 노예들은 그들이 나를 원했기 때문에 샀다." 이 발언에 대한 가장 자비로운 해석은 존슨이 자신의 노예들이 자신보다 훨씬 더 강한 인격을 가지고 있음을 어느 정도 이해하고 있었다는 것이다. 존슨은 "미국 대통령 역사상 가장 비호감적인 인물 중 한 명"으로 묘사되었고, "어떤 면에서는... 미국 역사상 가장 비극적인 인물"이며, "위대한 권력과 위대한 사상에도 불구하고 강력한 손가락과 이기적이고 교활한 마음에 의해 조종당하는 꼭두각시가 된 남자. 더듬거리고, 자수성가했으며, 무학하고, 혼자였으며, 술에 취했다기보다는 갑작스럽고 우연한 성공이라는 독한 술에 취해 있었다."
| 이미지 | 이름                 | 노예 이름      | 구매 일자 | 구매 가격                                                           | 자유화 일자 | 출생             | 사망        | 가족                                 | 비고 |
| ------ | -------------------- | -------------- | --- | ------------------------------------------------------------------- | ----------- | ---------------- | ----------- | ------------------------------------ | --- |
|        | 샘 존슨              | Sam            | 1842-11-29 | US$549 (equivalent to $14,723 in 2022)                              | 1863-08-08  | 1835             | 1883년 이후 | 결혼, 자녀                           | 해방의 날 전통 |
|        | 돌리 존슨            | Dolly          | 1843-01-02 | US$500 (equivalent to $13,888 in 2022)                              | 1863-08-08  | 1825–1830 (추정) | 1886년 이후 | 결혼, 자녀                           | 해방의 날 전통 |
|        | 엘리자베스 존슨 포비 | Liz            | | 존슨이 그녀의 어머니를 소유했기 때문에 미국 법에 따라 노예로 태어남 | 1863-08-08  | 1846년 3월       | 1905-10-03  | 결혼, 자녀                           | |
|        | 플로렌스 존슨 스미스 | Florence       | | 존슨이 그녀의 어머니를 소유했기 때문에 미국 법에 따라 노예로 태어남 | 1863-08-08  | 1850년 5월       | 1920-09-20  | 결혼, 자녀; 아들 에드거 스미스 생존; | 존슨의 대통령 재임 기간 동안 백악관에서 하녀로 일함; 녹스빌에서 사망                                                    |
|        | 윌리엄 앤드루 존슨   | William Andrew | | 존슨이 그녀의 어머니를 소유했기 때문에 미국 법에 따라 노예로 태어남 | 1863-08-08  | 1858             | 1943        | 배우자 없음, 자녀 없음               | |
|        | 헨리 브라운          |                | 미상, 헨리는 전 노예였거나 그렇게 추정되며, 역사적으로 헨리 존슨과 혼동되었을 가능성이 높다; 남북 전쟁 이전의 정확한 법적 신분은 알 수 없음 |                                                                     |             | 미상             | 1866-10-25  | 결혼                                 | 앤드루 존슨의 대통령 재임 기간 동안 백악관에서 일했으며, 그곳에서 콜레라로 사망; 이전에는 오랫동안 가족 하인으로 일했음 |
|        | 헨리 존슨            |                | 1857-05-06 | US$1,050 (equivalent to $29,164 in 2022)                            | 1863-08-08  | 약 1844          | 1890        | 미상                                 | 앤드루 존슨의 대통령 재임 기간 동안 백악관에서 일했으며, 나중에는 우체국에서 일함; 녹스빌에서 사망                      |
|        |                      | 빌             | 미상 | 미상                                                                | 1863-08-08  |                  |             | 결혼, 자녀                           | 20세기 초 전기 작가인 로버트 W. 윈스턴은 빌을 "하인"으로 묘사하며 그의 아내는 존슨 가족의 요리사로 일했다고 말한다.     |

## 돌리 존슨 자녀의 친자 관계

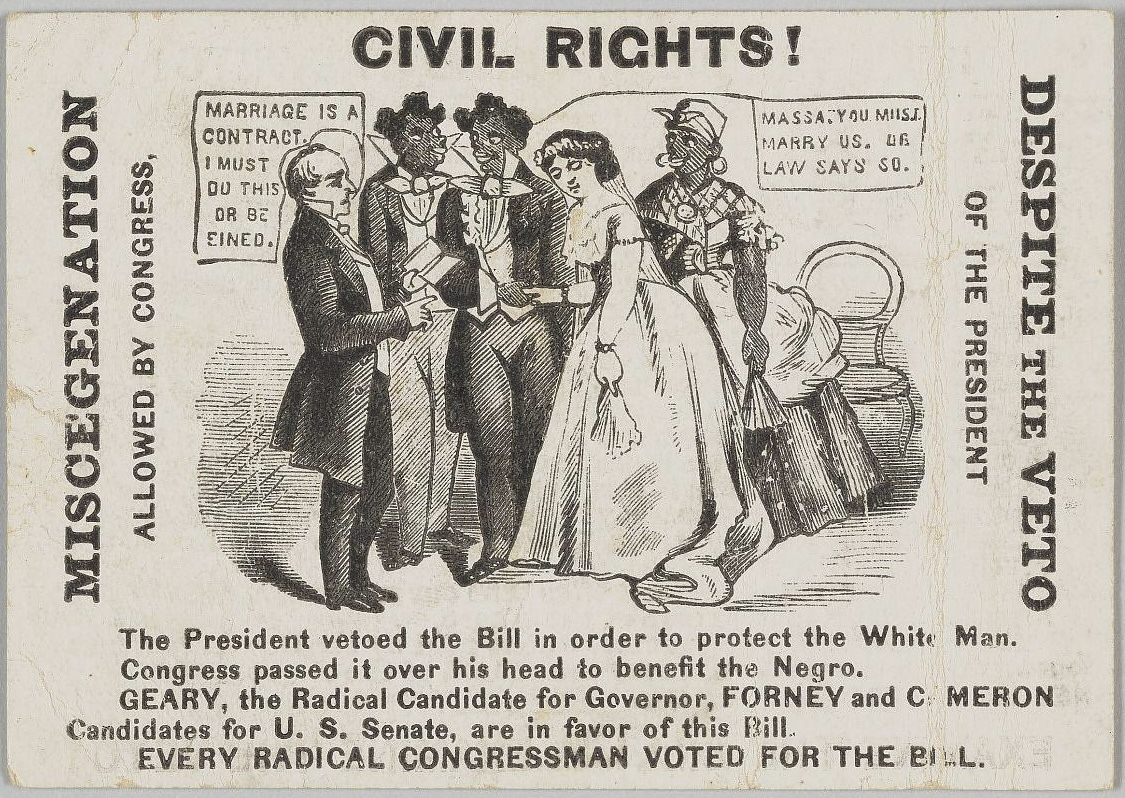
이 정치 만화는 존슨의 거부권에 우호적인 시각을 보여준다. 새로 해방된 노예들에게 시민권을 확대하는 것은 인종차별적 신념 체계를 따르는 백인들에게 부당하게 벌금을 부과하고 흑인 남성들이 모든 백인 여성들을 데려가도록 조장하여, 백인 남성들의 끔찍한 두려움이었던 미국의 인종간 결혼 금지법으로 이어질 것이라고 주장한다 (국립 아프리카계 미국인 역사 문화 박물관)

20세기 후반부터 역사가들은 앤드루 존슨이 돌리 존슨의 자녀 세 명 중 두 명, 혹은 세 명 모두의 아버지였을 수도 있다고 추측하거나 암시하기 시작했다. 돌리는 1843년부터 1863년까지 존슨에게 노예로 잡혀 있었다. 앤드루 존슨의 둘째 아들인 로버트 존슨은 1943년 윌리엄 앤드루 존슨의 사망 증명서에 아버지로 기재되었다. 친자 관계를 입증하거나 반박하는 구체적인 증거는 없으며, 지난 175년 동안 다른 후보는 제시되지 않았다. 앤드루 존슨 국립 유적지를 운영하는 미국 국립공원관리청은 "의심스러운 친자 관계"를 언급하고, 웹사이트에 "돌리의 아이들"이라는 페이지를 할애하지만 더 이상의 내용은 없다. 돌리 존슨의 아이들의 아버지는 "그린빌의 누구라도" 될 수 있었지만, 백인 존슨과 흑인 존슨의 관계는 "테네시 백인들이 앤드루 존슨이 '유색인 첩'을 두었다고 추측"하게 만들었다. 흑인 존슨과 백인 존슨이 비정상적으로 긴밀한 관계를 가졌다는 암시는 다음과 같다: 노예 제도가 끝난 후 수십 년 동안 함께 살았고, 자녀와 손자녀들 사이에 이름이 여러 번 중복되었으며, 돌리가 가족으로부터 가구와 가재도구를 받았고, 윌리엄 앤드루 존슨이 20세기 중반까지 존슨을 기리는 가족 주최 행사에 참여했으며, 앤드루 존슨이 플로렌스의 요리 학교 비용을 지불했다는 이야기, 메리가 유언으로 리즈에게 재산을 남겼다는 사실, 그리고 존슨이 무유언으로 사망한 후 그의 미망인 엘리자가 돌리가 집을 계속 소유할 수 있도록 조치했다는 사실 등이 있다.
흥미롭게도, 역사가 아네트 고든-리드는 다음과 같이 썼다.
[존슨은] 인종 간 성관계의 '문제'에 집착했다. 사실 그는 노예 제도가 흑인과 백인을 너무나 친밀하고 일상적인 접촉으로 이끌었기 때문에 인종 간 성관계를 조장한다고 믿었다. 남북 전쟁으로 노예 제도가 사라질 것이라는 점이 분명해지자 존슨은 노예 제도 폐지 입장을 취하고 노예 제도를 비난하기 시작했다. 이 주제에 대한 그의 모든 연설은 '인종 간 인종간 결합을 제도적 주요 악으로 거의 강박적으로 다룬다.'...노예 소유주였던 존슨은 인종 혼합에 대한 이러한 강경한 발언을 자신의 상황을 감추기 위한 수단으로 사용했을 수 있다. 그는 이러한 고통스러운 심리적 경로를 거친 최초의, 혹은 마지막 남부 백인은 아니었을 것이다."

존슨이 인종 기반의 카스트 제도를 위선적으로 옹호하면서 돌리와 함께 그림자 가족을 두었다면, 그는 토머스 제퍼슨 미국 대통령, 존 캐트런 대법관, 제임스 헨리 해먼드 미국 상원의원, 그리고 20세기에는 스트롬 서먼드 미국 상원의원과 같은 인물들과 함께하게 되었을 것이다. 존슨이 여러 명의 다인종 자녀를 두었을 가능성은 "노예주에서 널리 퍼져 있던 인종적, 성적 이중 잣대...가 엘리트 백인 남성들에게 흑인 여성과의 성관계를 공개하거나 합법화하지 않는 한 자유를 주었다"는 부분의 일부였을 것이다. 덜 위선적인 인종 간 관계를 가졌던 미국 국가 지도자로는 리처드 멘터 존슨 미국 부통령과 거의 확실하게 새디어스 스티븐스(미국 하원 세입 위원회 위원장이자 존슨 대통령의 가장 강력한 의회 반대자 중 한 명)가 있다. 앤드루 존슨은 새로 해방된 흑인들에게 "방탕함"을 피하고 "결혼의 법"을 배우는 것이 중요하다고 설교했지만, 위선적으로도 그는 그 법을 따르지 않았을 수도 있다. 돌리에 대한 그의 성적 착취 의혹 외에도, 그는 두 번에 걸쳐 별도의 선서 증언에서 성 노동자들과 친분이 있다는 비난을 받았다. 1872년, 그는 이웃의 아내를 유혹했다는 비난을 받았으며, 사후에는 그의 아내의 마음에 "소문에 따르면 그의 품위 없는 남편의 혼외정사로 인해 생기거나 자라난" "악성 종양"의 원인으로 묘사되었다. 1856년 녹스빌의 한 신문은 "그에게 주어진 명예는 돼지 코에 박힌 보석과 같아서 어떤 오염도 피할 수 없다"고 주장했다.
마가렛 존슨 패터슨 바틀렛은 앤드루 존슨의 서신을 미국 의회도서관에 기증하기 전에 아버지가 편지를 선택적으로 태웠다고 인터뷰어에게 말했다. 바틀렛은 이렇게 말했다. "...자신의 일이 아니라고 생각하는 것들은 태워버렸죠. 그렇게 해서 다행이라고 생각해요. 그런데 여기 이 역사가들은 움켜쥐는 사람들이고 그런 것들을 특징으로 삼는 것을 좋아하죠. 불이 그것들을 삼켜버렸어요! 정말 다행이죠. 이건 가족 일이고, 사적인 일이에요!" 연구자들은 추측만 할 수 있을 뿐, "어쩌면 가족 구성원 간의 친밀한 편지가 돌리의 자녀의 아버지의 신원을 밝혀냈을 수도 있다"는 것을 알 수는 없다.

## 해방의 날

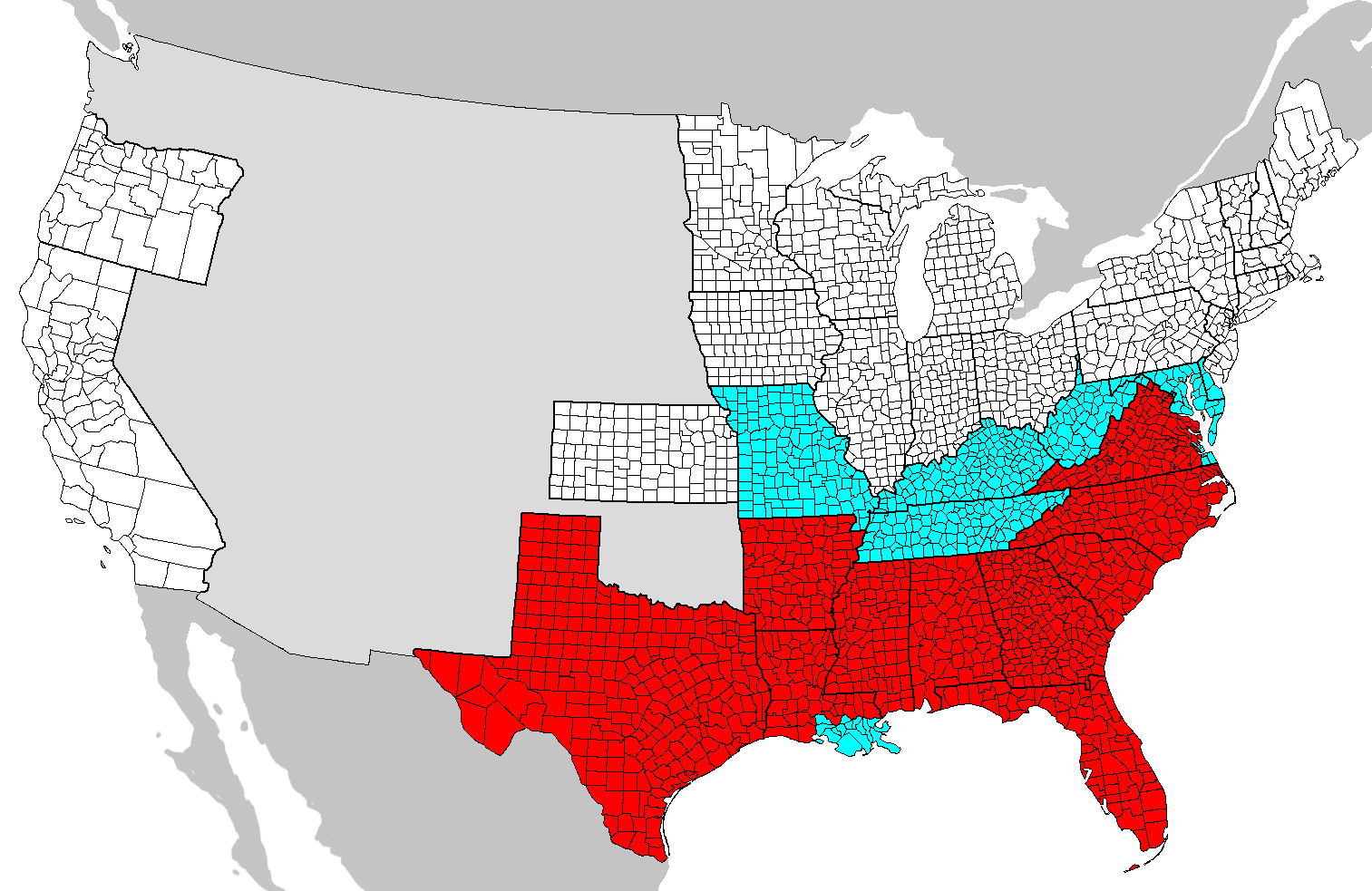
청록색으로 표시된 지역은 링컨의 노예 해방 선언의 영향에서 제외되었는데, 이는 미 정부에 대한 실질적인 반란 지역에만 적용되었다.

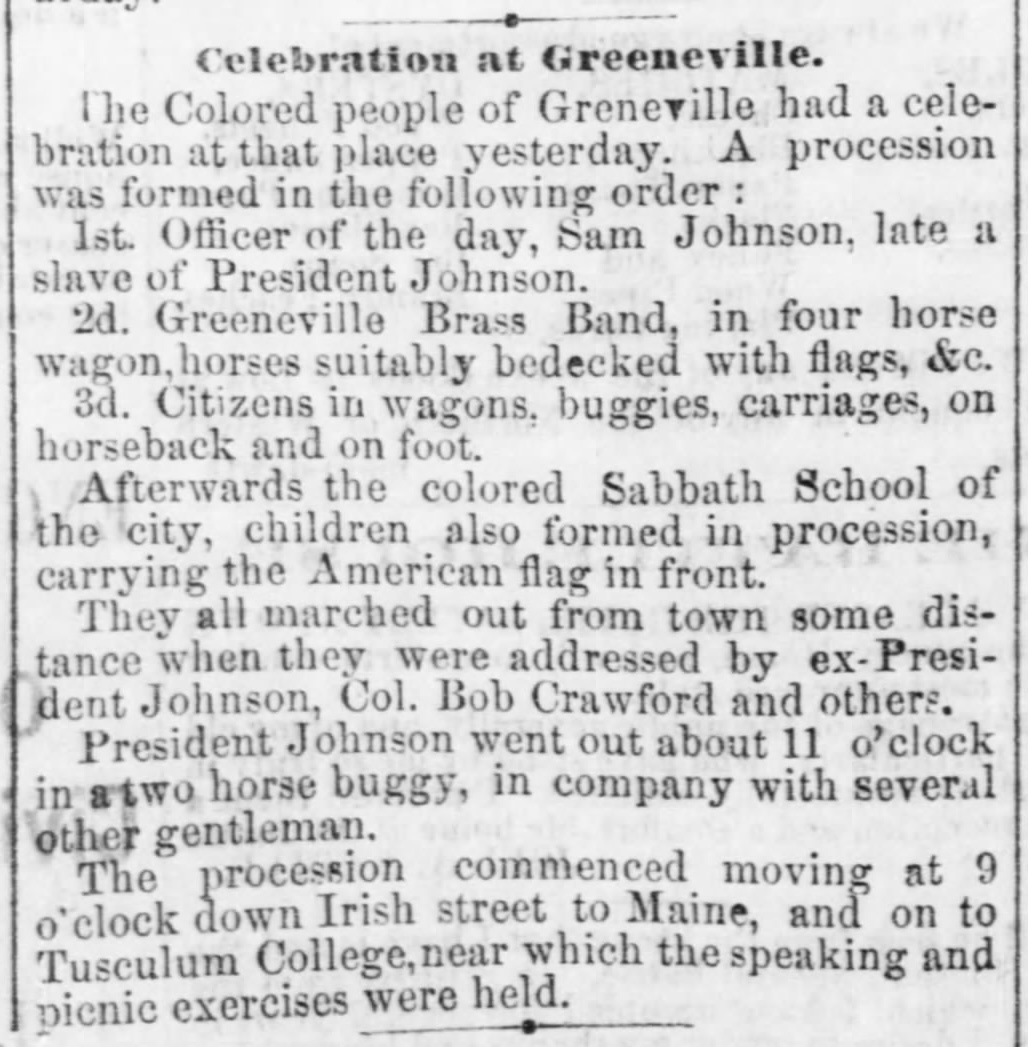
"그린빌의 축하" (녹스빌 데일리 크로니클, 1871년 8월 9일)

가족 및 역사 기록에 따르면, 앤드루 존슨은 1863년 8월 8일 개인 노예들을 해방시켰다. 이 날짜는 링컨의 1863년 1월 노예 해방 선언 (테네시는 제외됨)과 군정 주지사 존슨의 선언에 의해 1864년 10월 24일에 발생한 테네시의 대규모 해방 사이에 해당한다. 새로운 테네시 헌법은 1865년 2월 22일부로 주 내의 노예 제도를 폐지했다. 미국 수정 헌법 제13조는 1865년 12월에 비준되었다. 버지니아 대학교 역사학과 교수인 엘리자베스 바론에 따르면, "연방 칙령에 의한 해방이 테네시의 노예 소유 연합주의자들을 멀어지게 할 것을 우려한 존슨은 테네시를 노예 해방 선언에서 제외시킬 것을 촉구하여 내부에서 문제를 추진할 수 있도록 했다. 1863년 8월, 존슨은 자신의 노예들을 해방시키며 동료 테네시 주민들에게 모범을 보이려 했다."
8월 8일은 결국 테네시에서 자유의 날로 알려지게 되었고, 나중에는 켄터키, 미주리, 남부 일리노이의 일부 이웃 지역에서도 기념되었다. 앤드루 존슨 자신도 1871년 샘 존슨이 주최한 자유의 날 기념행사에 참석했다. 해방과 인종 분리 철폐 사이의 수십 년 동안, 매년 8월 8일 피크닉은 흑인들이 녹스빌의 칠위 공원에 출입할 수 있는 유일한 날이었다. 1938년, 당시 80세였던 윌리엄 앤드루 존슨은 칠위 공원에서 열린 테네시 해방의 날 기념행사에서 연설했다.
Johnson은 이 지역에서 마지막으로 살아남은 노예 중 한 명입니다. 1월 1일은 해방의 날로 지정되었지만 앤드루 존슨은 8월 8일에 노예들을 해방시켰고 동 테네시의 흑인들은 항상 그 날을 해방의 날로 기념해 왔습니다. 올해 축하 행사는 8월 8일이 일요일이기 때문에 8월 9일로 변경되었습니다.— 녹스빌 저널, 1938년 8월 8일

## 모세에서 파라오로
1863년 여름 이전까지 존슨은 일반적인 해방에 완강히 반대했지만, 그 해 8월부터 노예 해방을 지지하는 쪽으로 급격히 입장을 바꿨다. 역사가들은 "그의 의견이 거의 예고 없이 바뀌었다"는 것을 발견했다. "북부 주 순방 중 북부 정치인들의 아첨이 그에게 영향을 미쳤을 수 있다. 링컨의 전쟁 정책에 대한 충성심과 1864년 대통령 후보로 나설 야심 또한 그에게 영향을 미쳤을 것이다."

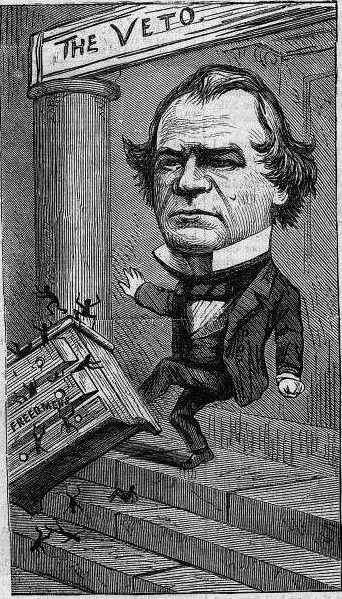
앤드루 존슨은 거부권을 행사하여 해방노예국에 대한 자금 지원을 연장하는 법안을 통과시켰다 (토머스 내스트의 사설 만화, 하퍼스 위클리, 1866년 4월 14일)

앤드루 존슨은 1864년 10월 24일 테네시주 내슈빌에서 이른바 모세 연설을 했는데, 당시 그는 테네시의 군정 주지사였고 링컨 연합주의 표의 부통령 후보였다. "만 명의 유색인종 앞에서... 하늘을 흔드는 환호 속에서" 존슨은 미국 노예들이 해방된 지금, 그들의 이익과 인종적 발전을 위해 행동할 것이라고 선언했다.
나는 진정으로 너희의 모세가 되어 전쟁과 속박의 홍해를 건너 너희를 자유와 평화의 더 나은 미래로 인도할 것이다. 나는 또한 테네시 시민으로서 말한다. 나는 여기 내 땅에 있으며, 여기서 이 진실과 정의의 위대한 전투를 승리로운 결말까지 싸워나갈 것이다. 반란과 노예 제도는 하나님의 선하신 도우심으로 더 이상 우리 주를 더럽히지 않을 것이다. 충성스러운 사람들, 백인이든 흑인이든, 오직 그들만이 주의 운명을 통제할 것이다. 그리고 우리가 모두 참여하는 이 투쟁이 끝나면, 나는 우리가 더 나은 상황을 맞이하고, 정직한 노동이 그 자체의 산업의 열매를 거두며, 모든 사람이 인생 경주에서 공정한 기회를 갖게 된 것을 모두 기뻐할 것이라고 믿는다, 나는 안다.— 앤드루 존슨

존슨은 성경의 모세를 언급하는데, 그는 고대 이집트의 노예였던 유대인들을 그의 신의 도움으로 속박에서 벗어나게 했다. 그의 신은 그들이 지나갈 수 있도록 홍해를 갈라놓았고, 그 후 추격자들에게 물을 쏟아부었다.

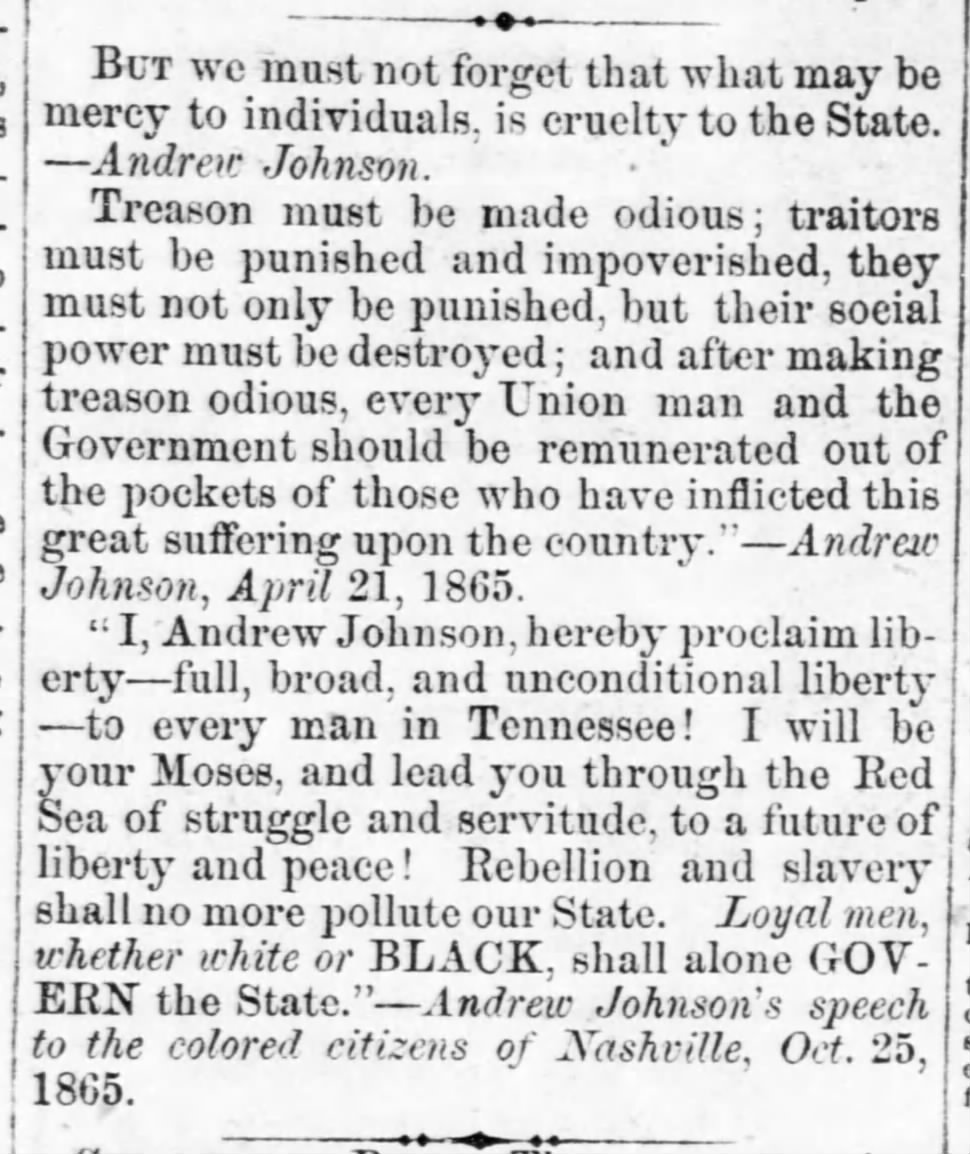
브라운로우의 녹스빌 위그는 1866년 7월 4일 존슨의 과거 서약을 다시 수면 위로 올렸다.

존슨은 이 선거 공약을 믿었던 이들을 배신했다. 1989년의 한 서평은 이렇게 표현했다. "인종 문제에서 존슨의 이중적인 본성은 그 어느 때보다 잔인하게 드러났다." 역사가 로버트 S. 레빈에 따르면, "...존슨은 해방노예국을 약화시키고, 다른 재건 시대의 이니셔티브를 해체하며, 아프리카계 미국인들이 연방 입법을 통해 동등한 권리를 얻는 것을 막기 위해 노력했다." 재건의 실패와 100년 간의 인종적 억압에 기여한 이 배신은 역사가들의 주요 관심사로 남아 있지만, 당시에도 인식되고 비판받았다. 존슨이 완고한 연합주의자에서 남부 연맹 옹호자로 돌변한 것과 재건 목표 축소의 중심에 서게 된 것은 남부의 백인 우월주의자들로부터 감사의 찬사를 받았다.
존슨 씨에게서 일어난 큰 변화를 보여주기 위해 남부 신문들의 발췌문보다 더 확실한 증거는 필요 없다. 가장 비타협적인 반군 신문 중 하나인 멤피스 아르거스는 1862년에 이렇게 말했다.
"앤드루 존슨의 거짓말하는 혀가 그의 더러운 입에서 찢겨져 나가고, 그의 비참한 시체가 개들에게 던져지거나 하만만큼 높은 교수대에 걸려 썩은 고기 독수리의 먹이가 되는 것을 보고 싶다."
같은 사람이 편집한 같은 신문은 1866년에 이렇게 말한다.
"단 한 사람(앤드루 존슨)의 철 같은 굳건함, 흔들리지 않는 영혼만이 우리와 우리 앞에 수백만 명의 생명과 재산을 삼킨 무정부 상태와 그로 인한 독재의 치명적인 소용돌이 사이에 서 있다. 공화국을 구하기 위해 혹은 공화국과 함께 멸망할 각오로 그 사람 편에 서자."

필라델피아의 친존슨파 1866년 전국연합대회에서 존슨이 국가 화합의 피상적인 제스처에 보였다는 눈물에 대한 보도에서, "컬럼비아 아가씨가 파라오의 딸을 흉내 내어 남부 평민의 부들과 진흙탕에서 작은 모세를 낚았을 때, 악어 새끼를 낚아올렸다고 믿을 만한 충분한 이유가 있다. 그는 모세라고 자칭하지만 본질적으로 악어이다. 그는 어떤 자비의 기색도 없이 방해되는 모든 것을 으스러뜨리고 게걸스럽게 삼키지만, 항상 지시만 받으면 눈물을 흘릴 준비가 되어 있다." 존슨이 자신을 모세로 묘사한 이미지는 오늘날까지도 냉혹한 아이러니로 계속 적용될 만큼 충분히 풍부하다.

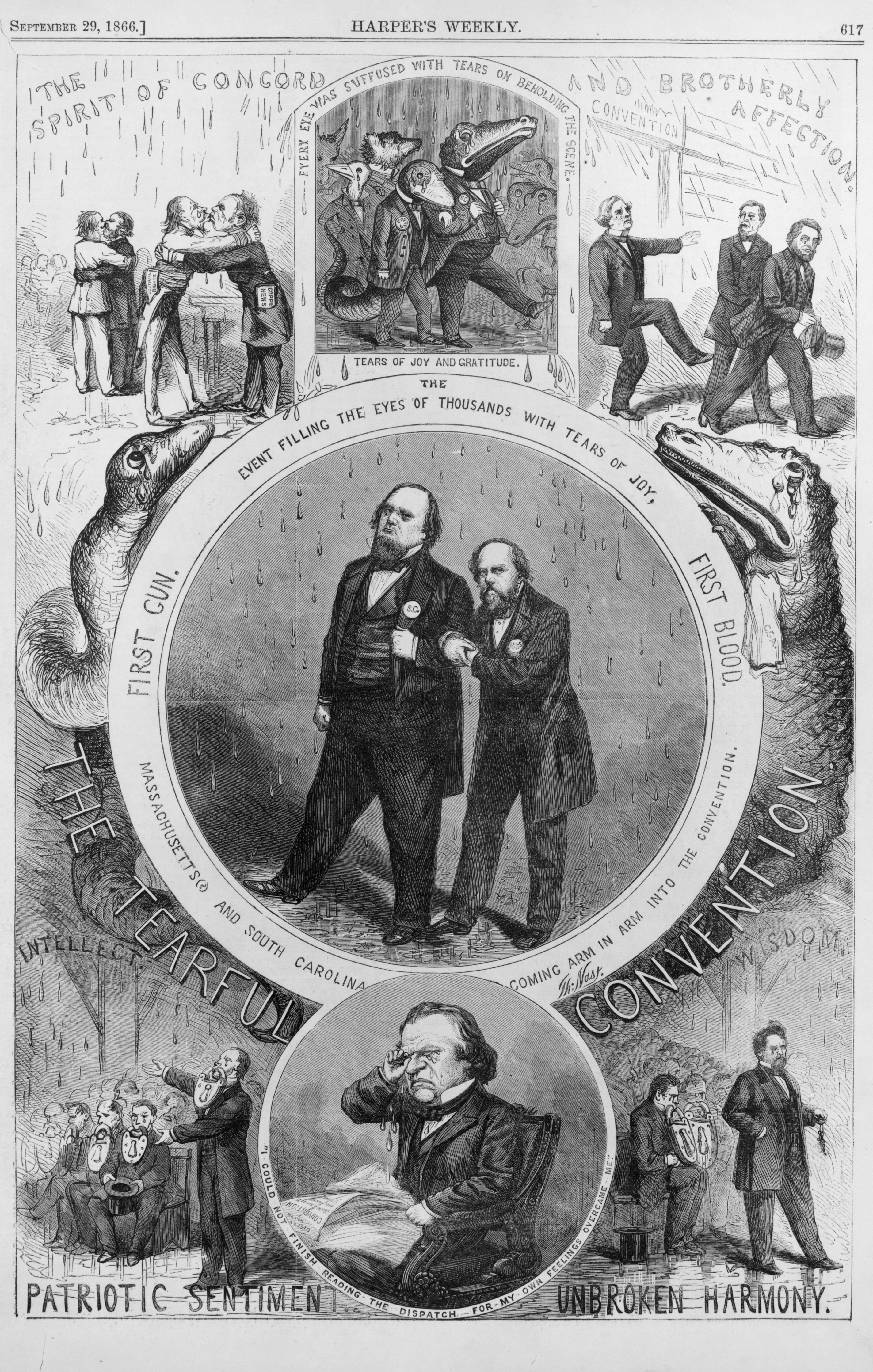
토머스 내스트는 필라델피아에서 열린 1866년 전국연합대회에 대한 이 만화에서 "모세"의 악어의 눈물을 묘사했다.

미국 상원의원 섬너를 포함한 의원들은 앤드루 존슨 탄핵 청문회에서 모세 연설을 언급했다.
앤드루 존슨은 폭군적인 노예 권력을 의인화한 것이다. 그 안에서 그것은 다시 살아난다. 그는 존 캘훈과 제퍼슨 데이비스의 직계 후계자이며, 같은 지지자들을 모으고 있다. 북부와 남부의 노예 제도 원조 당파; 위대한 원칙에 대한 습관적인 타협자; 미국 독립선언을 중상하는 자들; 마음 없는 정치인들; 기술적 문제를 전부로 여기는 변호사들, 그리고 모든 전투 단계에서 동등한 권리에 반대해 온 잡다한 무리들; 이들이 그의 동맹들이다. 그것은 낡은 노예 제도의 군대이며, 몇몇 신병들과 함께 예전처럼 폭력을 저지를 준비가 되어 있다... 대통령을 수장으로 하여 그들은 이제 백악관에 요새를 구축했다. 그들을 축출하지 않는 것은 나라를 역사상 가장 증오스러운 폭정 중 하나에 내버려두는 것이다... 한 달도, 한 주도, 하루도 낭비해서는 안 된다. 공화국의 안전은 즉각적인 행동을 요구한다. 무고한 사람들의 생명은 희생에서 구출되어야 한다. 나는 이 판단에서 상황에 걸맞는 절제를 벗어나지 않을 것이다. 그러나 너무나 큰 범죄자를 다루도록 부름 받았을 때, 내가 느낄 수 없는 냉정함을 가장하는 것은 신이 금하신다. 노예 제도는 우리의 최악의 적이었고, 모두를 공격하고, 우리의 아이들을 살해하며, 우리의 가정을 애도로 채우고, 비극으로 땅을 어둡게 했다. 그리고 이제 앤드루 존슨을 대표로 하여 다시 고개를 들고 있다. 그를 통해 공화국을 다시 지배하고 잔인한 법을 강요하려 한다. 그의 행동의 엄청난 정도는 그의 뻔뻔한 배신으로 인해 더욱 악화된다. 그는 한때 자신을 유색인종의 모세라고 선언했다. 이제 그를 파라오로 보라.— 찰스 섬너 미국 상원의원 (매사추세츠주 공화당), 탄핵 투표에 관한 서면 진술

## 앤드루 존슨과 시민권

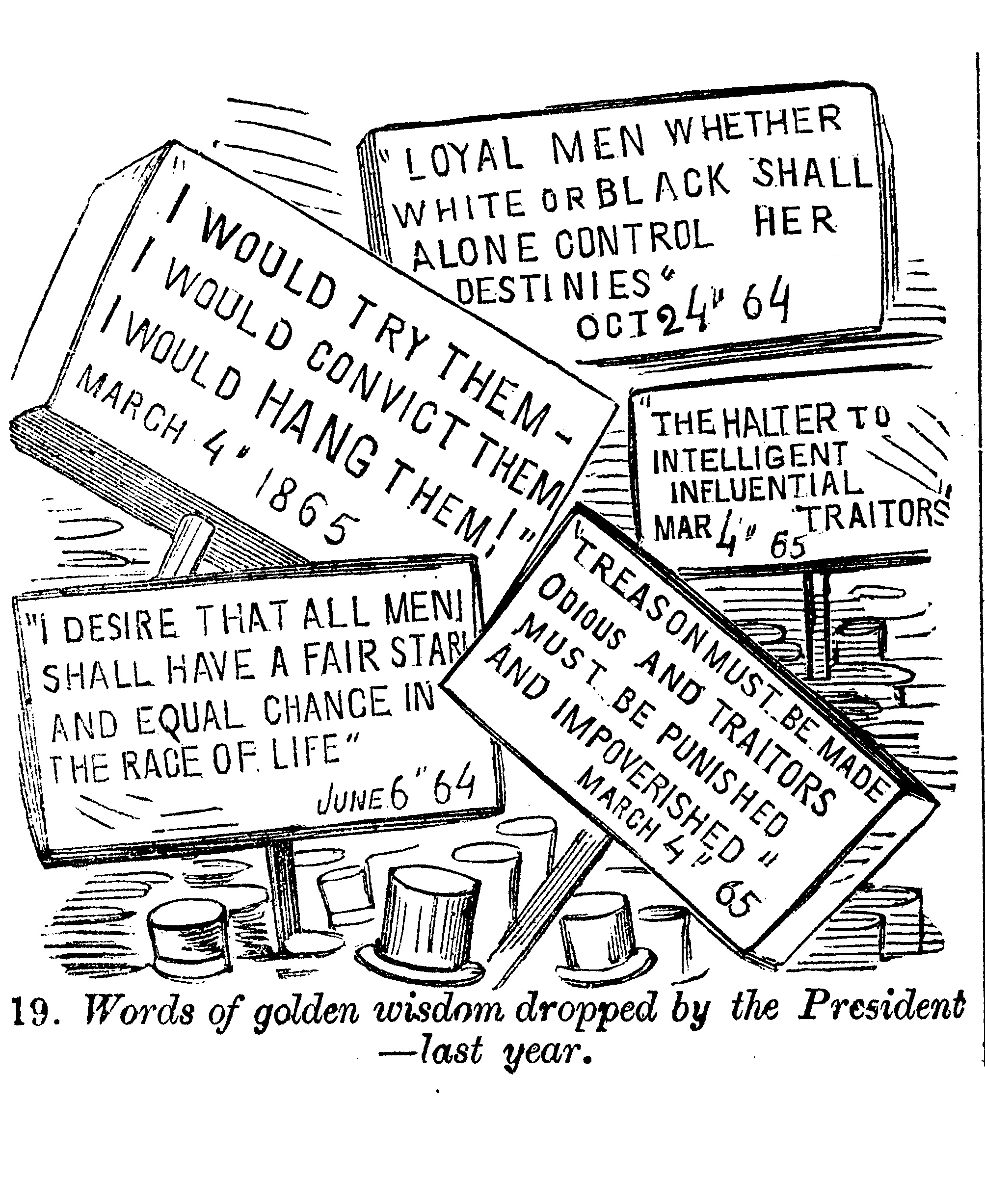
데이비드 로스 로크의 존슨 1866년 대통령 순회 여행에 관한 책 삽화

존슨은 최근 해방된 노예들의 인도주의적 조건을 개선하고/개선하거나 흑인 남성들에게 이전에 백인 남성들만이 가졌던 권리를 부여하기 위해 고안된 여러 의회 법안에 거부권을 행사했다. 존슨은 일반적으로 "해방된 사람들의 미래 상태는 인종차별 문제가 아니라 헌법적 문제라고 주장"했다. 따라서 그는 미국 수정 헌법 제14조를 포함한 의회 재건의 거의 모든 측면에 반대했다. 그는 흑인 미국인들의 지위 개선은 주 차원에서 통과될 때만 합법적일 것이라고 주장했지만, D.C. 참정권 법안에도 거부권을 행사했다. 그리고 컬럼비아 특별구는 헌법적으로 어떤 주도 아닌 오직 미 의회의 관할권으로 정의된다. 아메리칸 헤리티지 잡지에서 역사가 데이비드 허버트 도널드는 해방노예국 필요성에 대한 섬너와의 토론에서 존슨의 그쪽이야말로주의 사용에 대한 재미있는 이야기를 다시 들려주었다.
상원의원은 흑인 참정권 문제에 대한 존슨의 '편견, 무지, 그리고 비뚤어짐' 때문에 낙담했다. 존슨은 남부가 여전히 폭력으로 찢겨져 있고 재가입할 준비가 되지 않았다는 섬너의 주장을 다정하게 듣기는커녕, 싸구려 비유로 그를 공격했다. "매사추세츠에는 살인이 없습니까?" 대통령이 물었다.

"불행히도, 가끔 있습니다." 섬너가 대답했다.

"보스턴에는 폭행이 없습니까? 거기 사람들은 가끔 서로를 때려눕혀 경찰이 개입해야 하지 않습니까?"

"불행히도 그렇습니다."

"이런 이유로 매사추세츠가 의회에서 제외되는 것에 동의하시겠습니까?" 존슨이 의기양양하게 물었다. 논쟁의 흥분 속에서 대통령은 무의식적으로 섬너가 의자 옆 바닥에 놓아둔 자신의 모자를 침뱉이로 사용했다!

| 거부 날짜       | 법안                            |                                                                                                  |
| --------------- | ------------------------------- | ------------------------------------------------------------------------------------------------ |
| 1866년 2월 19일 | 해방노예국 법안                 | 서클 투어 기간 동안 그는 "해방노예국의 비용과 그 요원들에 의한 흑인의 재노예화"에 대해 불평했다. |
| 1866년 3월 27일 | 시민권 법안                     |                                                                                                  |
| 1866년 7월 16일 | 해방노예국 법안                 |                                                                                                  |
| 1867년 1월 5일  | 컬럼비아 특별구 참정권법안      |                                                                                                  |
| 1867년 3월 2일  | 제1차 군사재건법 (참고: 재건법) |                                                                                                  |
| 1867년 3월 23일 | 제2차 군사재건법                |                                                                                                  |
| 1867년 7월 19일 | 제3차 군사재건법                |                                                                                                  |
| 1868년 7월 25일 | 해방노예국 법안                 |                                                                                                  |

## 이전 종속 상태

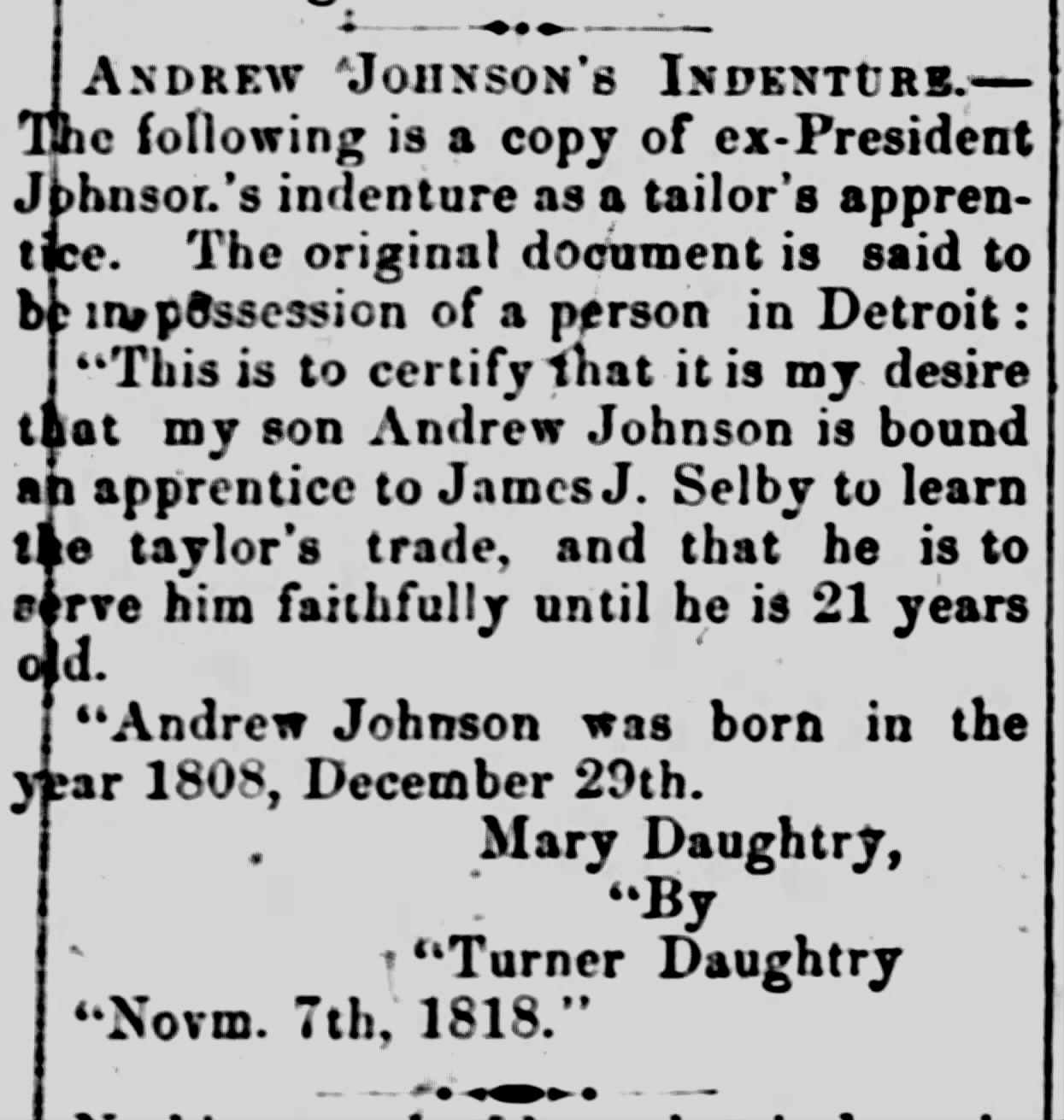
"앤드루 존슨의 계약" (애슈빌 뉴스, 1869년 8월 20일, 4면)

앤드루 존슨은 다른 어떤 미국 대통령보다도 동산 노예 제도에 경험적으로 가까웠을 것이다. 10살 때 그는 어머니와 의붓아버지에게 재단사에게 계약 하인으로 맡겨졌고, 21살이 될 때까지 법적으로 그에게 묶여 있었다. 그는 끊임없이 일해야 했고, 전통적인 교육은 불가능했다. 그는 15살 때 도망쳤다. 그의 주인 제임스 셀비는 신문에 ""도망친 하인" 광고"를 냈다. 백인 우월주의자 작가이자 잡지 편집자, 사서/기록 보관원인 존 트롯우드 무어는 1929년 더 새터데이 이브닝 포스트 기사에서 십대 존슨을 "노예로 묶인 소년"으로 묘사했다. 대통령 수사 스타일 연구에 따르면, "아무리 성공해도 그의 트라우마적인 어린 시절에서 남겨진 필요를 완전히 보상할 수는 없었다."

## 같이 보기
- 미국 대통령 거부권 목록 § 앤드루 존슨
- 미국의 투표권
- 앤드루 존슨의 참고 문헌
- 앤드루 존슨 행정부
- 재건 시대
- 해방노예국 법안
- 프리드맨 학살
- 재건 수정 헌법
- 미국 인종 관계의 나락
- 앤드루 존슨의 알코올 중독 논쟁
- 테네시의 아프리카계 미국인
- 우드로 윌슨과 인종

## 내용주
1. ↑  율리시스 S. 그랜트도 잠시 동안 노예 소유자와 결혼했다.
2. ↑  빌에게 귀속된 일화는 윌리엄 앤드루 존슨의 후기 인용문과 뚜렷한 유사성을 보인다.